# 軍營

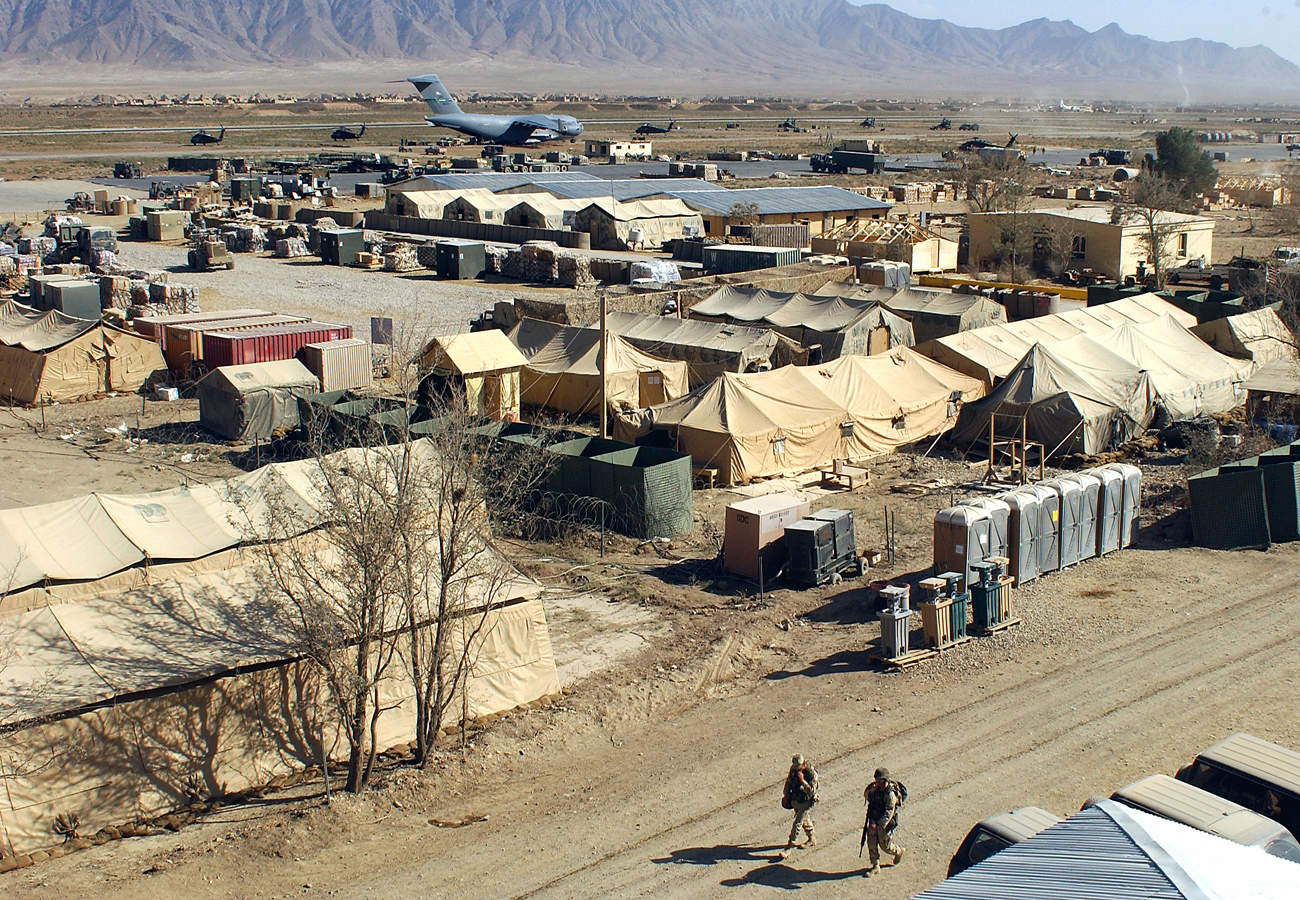
阿富汗的美國軍營

軍營（英語：military camp），又稱兵营、營盤，是軍事設置安放及軍人、軍隊的屯駐地，地點通常在軍事要塞。為確保軍事機密，軍營透明度甚低，即使是開放日，依然是局部公開，作社區公共關係的目的。
軍營入口有守衛作站崗，或者鐵閘等24小時封閉，閒人免進，為防特務及軍事情報暴露。

## 設施
長駐的軍營內是個小社區，通常有:
- 营房：床、桌、椅、台燈、衣櫃等。
- 生活區：浴室、洗手間、飯堂、廚房。
- 操場:：足球場、攀石牆等
- 工廠：軍械維修站、後勤基地
- 兵器倉庫
- 停車場、飛機場等